# Wolfgang Larrazábal
Wolfgang Larrazábal, pełne nazwisko: Wolfgang Enrique Larrazábal Ugueto (ur. 5 marca 1911 w Carúpano, zm. 27 lutego 2003 w Caracas) – wenezuelski dowódca wojskowy, admirał i polityk, pełniący obowiązki prezydenta Wenezueli (1958).
Przed 1958 został w stopniu admirała dowódcą wenezuelskiej marynarki wojennej, cieszył się pełnym zaufaniem dyktatora kraju Marcosa Péreza Jiméneza. W wymienionym roku odmówił tłumienia buntu w wojsku przeciwko dyktaturze. W rezultacie Pérez Jiménez zbiegł na Dominikanę. W kraju władzę objęła junta, na czele której stanął Larrazábal. Zyskał znaczną popularność w społeczeństwie. 14 grudnia 1958, na dwa tygodnie przed planowanymi wyborami prezydenckimi, odszedł ze sprawowanej funkcji przewodniczącego junty. Jego kandydaturę wspierały Republikańska Unia Demokratyczna oraz Komunistyczna Partia Wenezueli. Wybory przegrał jednak z Rómulo Betancourtem, uzyskując 902 tys. głosów przeciwko 1 284 092 oddanym na jego rywala.
Larrazábal piastował następnie funkcje ambasadora Wenezueli w Chile i senatora.

## Odznaczenia (lista niepełna)
- Wielki Łańcuch Orderu Oswobodziciela (Wenezuela)
- Krzyż Wielki Orderu Francisco de Miranda (Wenezuela)